# Maria Teresa de Bourbon-Două Sicilii
Prințesa Maria Teresa Maddalena de Bourbon-Două Sicilii (italiană Principessa Maria Teresa Maddalena  di Borbone delle Due Sicilie; 15 ianuarie 1867 – 1 martie 1909) a fost singurul copil al Prințului Louis de Bourbon-Două Sicilii, Conte de Trani moștenitor aparent al fostului regat al celor Două Siciii și a soției acestuia, Ducesa Mathilde Ludovika de Bavaria. Maria Teresa a fost membră a Casei de Bourbon-Două Sicilii și a devenit membră a Casei de Hohenzollern-Sigmaringen prin căsătoria cu Prințul Wilhelm de Hohenzollern.

## Căsătorie și copii
La 27 iunie 1889, la Sigmaringen, Maria Teresa s-a căsătorit cu Prințul Wilhelm de Hohenzollern. El era fiul cel mare al lui Leopold, Prinț de Hohenzollern și a Infantei Antónia a Portugaliei Maria Teresa și Wilhelm au avut trei copii:
- Augusta Victoria (19 august 1890 – 29 august 1966). S-a căsătorit cu Manuel al II-lea al Portugaliei apoi s-a recăsătorit cu Robert, Conte Douglas.
- Frederic Victor (30 august 1891 – 6 februarie 1965). S-a căsătorit cu Prințesa Margarete Karola de Saxonia, care era fiica lui Frederic Augustus al III-lea de Saxonia și a Arhiducesei Luise, Prințesă de Toscana.
- Franz Joseph (30 august 1891 – 3 aprilie 1964). S-a căsătorit cu Prințesa Maria Alix de Saxonia, de asemenea fiică a lui Frederic Augustus al III-lea de Saxonia și a Arhiducesei Luise, Prințesă de Toscana.

Soțul Mariei Teresa i-a succedat tatălui său ca Prinț de Hohenzollern la 8 iunie 1905. După aproape patru ani ca Prințesă de Hohenzollern, Maria Teresa a murit, cel mai probabil de scleroză multiplă, la 1 mai 1909 la Cannes, Franța, la vârsta de 42 de ani. După șase ani de la decesul ei, Wilhelm s-a recăsătorit cu Prințesa Adelgunde de Bavaria. Cuplul nu a avut copii.